# Eparquía de Kolomyia
La eparquía de Kolomyia (en latín: Eparchia Kolomyiensis y en ucraniano: Коломийська єпархія) es una circunscripción eclesiástica de la Iglesia católica en Ucrania. Se trata de una eparquía greco-católica ucraniana, sufragánea de la archieparquía de Ivano-Frankivsk. Desde el 13 de febrero de 2014 su eparca es Vasyl' Ivasjuk.

## Territorio y organización
La eparquía tiene 14 000 km² y extiende su jurisdicción sobre los fieles católicos de rito bizantino residentes en la óblast de Ivano-Frankivsk en los raiones de Tlumach, Horodenka, Sniatyn, Kolomyia, Kosiv, Verkhovyna y Nadvirna y las ciudades de Kolomyia y Yaremche.
La sede de la eparquía se encuentra en la ciudad de Kolomyia, en donde se halla la Catedral de Transfiguración del Señor y la excatedral de San Miguel Archiestratega.
En 2021 en la eparquía existían 230 parroquias agrupadas en 18 decanatos: Berezivsky, Verkhovyna, Gorodenkov, Zabolotov, Kolomyia, Kornitsky, Kosiv, Lancin, Nadvirna, Obertin, Otinean, Pechenezhinsky, Pniv, Snyatin, Tismenichansky, Tlumak, Chernelyts, Yaremche.

## Historia
Los intentos de crear estructuras oficiales de la Iglesia greco-católica ucraniana en Bukovina se remontan a finales del siglo XVIII, y el primer templo se dedicó a 1821. Los greco-católicos de Bukovina estaban originalmente subordinados a la archieparquía de Leópolis de los ucranianos, pero 1885 se erigió la eparquía de Stanislaviv (hoy archieparquía de Ivano-Frankivsk) y pasaron a depender de ella. Con el advenimiento del gobierno comunista, la comunidad se vio obligada a actuar en la clandestinidad.
Después del renacimiento de la Iglesia greco-católica al finalizar la URSS, la eparquía de Kolomyia-Chernivtsí fue erigida el 20 de abril de 1993, separando territorio de la eparquía de Stanislaviv. 
Originariamente sufragánea de la archieparquía de Kiev, el 21 de noviembre de 2011 entró a formar parte de la provincia eclesiástica de la archieparquía de Ivano-Frankivsk.
El 12 de septiembre de 2017 el papa Francisco dio su asenso a la decisión del sínodo de la Iglesia greco-católica ucraniana de dividir la circunscripción eclesiástica en dos eparquías, dando origen a la eparquía de Chernivtsí y a la eparquía de Kolomyia.

## Estadísticas
Según el Anuario Pontificio 2022 la eparquía tenía a fines de 2021 un total de 233 700 fieles bautizados.
| Año                                                                             | Población            | Población | Población      | Sacerdotes | Sacerdotes    | Sacerdotes    | Bautizados por sacerdote | Diáconos permanentes | Religiosos | Religiosos | Parroquias |
| Año                                                                             | Bautizados católicos | Total     | % de católicos | Total      | Clero secular | Clero regular | Bautizados por sacerdote | Diáconos permanentes | Varones    | Mujeres    | Parroquias |
| ------------------------------------------------------------------------------- | -------------------- | --------- | -------------- | ---------- | ------------- | ------------- | ------------------------ | -------------------- | ---------- | ---------- | ---------- |
| 1999                                                                            | 501 176              | 1 450 000 | 34.6           | 181        | 178           | 3             | 2768                     |                      | 3          |            | 188        |
| 2000                                                                            | 240 960              | 1 384 500 | 17.4           | 189        | 187           | 2             | 1274                     |                      | 2          |            | 230        |
| 2001                                                                            | 240 960              | 1 384 500 | 17.4           | 188        | 186           | 2             | 1281                     |                      | 2          |            | 276        |
| 2002                                                                            | 240 900              | 1 384 500 | 17.4           | 192        | 189           | 3             | 1254                     |                      | 3          |            | 276        |
| 2003                                                                            | 240 400              | 1 384 000 | 17.4           | 199        | 196           | 3             | 1208                     |                      | 3          |            | 276        |
| 2004                                                                            | 240 000              | 1 384 000 | 17.3           | 215        | 211           | 4             | 1116                     |                      | 4          |            | 278        |
| 2006                                                                            | 240 000              | 1 384 000 | 17.3           | 208        | 205           | 3             | 1153                     |                      | 20         | 28         | 279        |
| 2009                                                                            | 239 300              | 1 242 400 | 19.3           | 221        | 221           |               | 1082                     |                      | 3          | 36         | 279        |
| 2013                                                                            | 238 400              | 1 238 400 | 19.3           | 246        | 246           |               | 969                      |                      | 3          | 36         | 281        |
| 2016                                                                            | 237 700              | 1 200 000 | 19.8           | 216        | 216           |               | 1100                     | 8                    | 5          | 35         | 282        |
| 2019                                                                            | 236 400              | 1 193 360 | 19.8           | 252        | 252           |               | 938                      |                      | 5          | 35         | 228        |
| 2021                                                                            | 233 700              | 1 180 270 | 19.8           | 251        | 251           |               | 931                      |                      |            |            | 230        |
| Fuente: Catholic-Hierarchy, que a su vez toma los datos del Anuario Pontificio. |                      |           |                |            |               |               |                          |                      |            |            |            |

## Episcopologio
- Pavlo Vasylyk † (20 de abril de 1993-12 de diciembre de 2004 falleció)
- Volodymyr Vijtyšyn (12 de diciembre de 2004 por sucesión-2 de junio de 2005 nombrado eparca de Stanislaviv)
- Mykola Simkajlo † (2 de junio de 2005-21 de mayo de 2013 falleció)
- Vasyl' Ivasjuk, desde el 13 de febrero de 2014